# ルイジアナダウンズ競馬場
ルイジアナダウンズ競馬場（Louisiana Downs）は、アメリカ合衆国ルイジアナ州のボージャーシティにある競馬場とカジノ、およびホテルを備えた複合娯楽施設。現在はシーザーズ・エンターテインメントの所有のもとで、ハラーズ・ルイジアナダウンズ（Harrah's Louisiana Downs）を正式名称としている。

## 歴史と概要
アメリカにおけるショッピングセンター展開の先駆者であった実業家エドワード・J・デバートロにより、1974年10月30日に開設された競馬場である。デバートロはこの他にもシスルダウン競馬場（オハイオ州）、レミントンパーク競馬場（オクラホマ州）を建造しており、同競馬場はデバートロによる最後の競馬場建設であった。開業当日には15000人のファンが詰めかけたと記録されている。
同競馬場の最大のイベントであるスーパーダービーは1980年に創設されたもので、当時の3歳競走としては高額の総賞金50万ドルを用意したことによりよい出走馬を集めることに成功、また第1回もベルモントステークス優勝馬テンパランスヒルが優勝すると同時に史上3頭目の獲得賞金100万ドルの大台を達成し、以後トラヴァーズステークスからブリーダーズカップへと続く王道路線として使われ、数多くの強豪馬が集う場として機能していた。現在では他競馬場の競走にその役目を奪われ、現在は格付けを持たない競走として施行されている。
後の2002年12月にハラーズ・エンターテイメントにより買収され、現在まで同社のもとで運営されている。
基本となるサラブレッドの競馬は5月初頭から10月にかけて開催されている。当初はサラブレッドのみであったが、2004年11月よりクォーターホースの競馬も行うようになり、現在では例年1月から3月にかけて開催されている。

## 主な競走
- スーパーダービー (G3)